# Эндрюс, Шелли
Мише́ль (Ше́лли) Э́ндрюс (в замужестве — Ми́тчелл) (англ. Michelle (Shelley) Andrews, 19 ноября 1971, Ньюкасл, Австралия) — австралийская хоккеистка (хоккей на траве), полузащитник. Олимпийская чемпионка 1996 года, чемпионка мира 1994 года.

## Биография
Шелли Эндрюс родилась 19 ноября 1971 года в австралийском городе Ньюкасл.
В 1994 году в составе женской сборной Австралии завоевала золотую медаль чемпионата мира в Дублине.
В 1996 году вошла в состав женской сборной Австралии по хоккею на траве на летних Олимпийских играх в Атланте и завоевала золотую медаль. Играла на позиции полузащитника, провела 8 матчей, забила 3 мяча (по одному в ворота сборных Испании, Великобритании и Нидерландов).
В 1998 году завоевала золотую медаль хоккейного турнира Игр Содружества в Куала-Лумпуре.
Четырежды выигрывала высшие награды Трофея чемпионов — в 1993, 1995, 1997 и 1999 годах.
26 января 1997 года награждена медалью ордена Австралии за победу на Олимпийских играх. 22 июня 2000 года удостоена Австралийской спортивной медали за достижения в хоккее на траве.
После окончания игровой карьеры стала тренером. Работала в Англии с лондонским «Теддингтоном».